# Technopathogenologie
Technopathogenologie (TPG) ist ein von  Guillermo Miguel Eguiazu und Alberto Motta entwickeltes Konzept, das verborgene Irrtümer oder Fehler einer Technik zum Gegenstand hat, die sich negativ auf die Gesundheit des Menschen und den Erhalt der Lebensbedingungen auswirken. Negative Folgen sollten möglichst früh und rechtzeitig erfasst werden und nicht erst nach Jahren oder in den kommenden Generationen. Eines von vielen Beispielen ist der Contergan-Skandal.
Verborgene Irrtümer oder Fehler sind theoretisch in allen wissenschaftlichen Ansätzen und ihrer technischen Umsetzung möglich, weil sie mit den heute üblichen Methoden oft schwer entdeckt werden können. Es gibt bis jetzt keinen allgemein angewandten wissenschaftlichen Ansatz zu ihrer Vermeidung. Vor allem fordern Eguiazu und Motta die Wissenschaftler auf, Verantwortung für ihre Forschung zu übernehmen.
Technopathogenologie untersucht alle Entwicklungsschritte einer Technik – von den ersten wissenschaftlichen Ideen, Theorien und Methoden eines Forschungsvorhabens bis zu ihrer Anwendung und Verwirklichung in technischen Produkten oder Verfahren.
Technopathogenologie unterscheidet sich von Technikfolgenabschätzung, die Produkte und Techniken in der Regel erst dann untersucht, wenn sie bereits auf dem Markt sind, große Investitionen getätigt wurden und in der Regel nichts mehr geändert werden kann.
Die TPG
- untersucht wissenschaftliche Forschung und ihre technische Anwendung in Produkten oder Verfahren,
- identifiziert Unsicherheiten und Wissenslücken als Ursachen von Technikfehlern,
- hebt vor allem auf das Risiko von Langzeitschäden ab,
- schließt ethische Erwägungen ein.